# Триплатинатербий
Трипла̀тинате́рбий — бинарное неорганическое соединение, интерметаллид
платины и тербия
с формулой TbPt3,
кристаллы.

## Получение
- Сплавление стехиометрических количеств чистых веществ:

{\displaystyle {\mathsf {3Pt+Tb\ {\xrightarrow {1840^{o}C}}\ TbPt_{3}}}}

## Физические свойства
Триплатинатербий образует кристаллы кубической сингонии, пространственная группа P m3m, параметры ячейки a = 0,40823 нм, Z = 1,
структура типа тримедьзолота AuCu3.
Соединение конгруэнтно плавится при температуре ≈1840 °C.